# Tamiops
Tamiops és un gènere d'esquirols originaris de l'est i sud-est d'Àsia. El seu aspecte és molt similar al dels esquirols llistats del gènere Tamias. Tenen una llargada corporal de 10-16 cm, sense comptar la cua, que fa 8-11 cm. El seu pelatge és de color marró grisenc, amb cinc franges negres que s'alternen amb tres franges clares a l'esquena.

## Taxonomia
- Esquirol llistat de Barbe (Tamiops barbei)
- Esquirol llistat de Taiwan (Tamiops maritimus)
- Esquirol llistat de l'Himàlaia (Tamiops macclellandii)
- Esquirol llistat de Cambodja (Tamiops rodolphii)
- Esquirol llistat de Swinhoe (Tamiops swinhoei)